# 上海力宝广场
上海力宝广场（英語：Lippo Plaza）是一座上海写字楼。

## 历史
1998年建成竣工，楼高39层共204米，总建筑面积40,000平方米，由力宝集团旗下力宝置业开发建设，冯庆延建筑师事务所设计，由仲量联行担任物业管理。2013年10月力宝集团将此大楼卖给一家信托公司。

## 交通
- 上海轨道交通1号线、14号线一大会址·黄陂南路站
- 上海轨道交通8号线、14号线大世界站